# Mercedes-Benz O 321
El Mercedes-Benz O 321H, también conocido cariñosamente como la La Chancha, fue un ómnibus originario de Alemania, producido entre 1954 y 1970. Fue el primer ómnibus con un innovador diseño semi-integral. Se alcanzaron a producir casi 30.000 unidades.
El 6 de diciembre de 1954 fue presentado el ómnibus Mercedes-Benz O 321 H, (la sigla «H» significa Heck – de motor trasero) año en que Alemania ganó por primera vez la copa de fútbol Jules Rimet. El nuevo transporte tuvo mucho éxito no solo nacionalmente, sino además en el exterior. Anteriormente, ningún ómnibus había alcanzado tanta repercusión como éste. La presentación se llevó a cabo en Mannheim, planta que había sido declarada empresa central de autobuses de la Daimler-Benz AG. Pocos años antes, el Mercedes-Benz O 6600 H había sido pensado para llevar su desarrollo con la cabina adelantada y el motor en la parte trasera, mientras que su carrocería fue construida sobre un chasis convencional tipo escalera. Las principales diferencias que el O 6600 H tenía con el 321 fue principalmente, la parte delantera, en la parrilla y el formato de los faroles.

## Historia

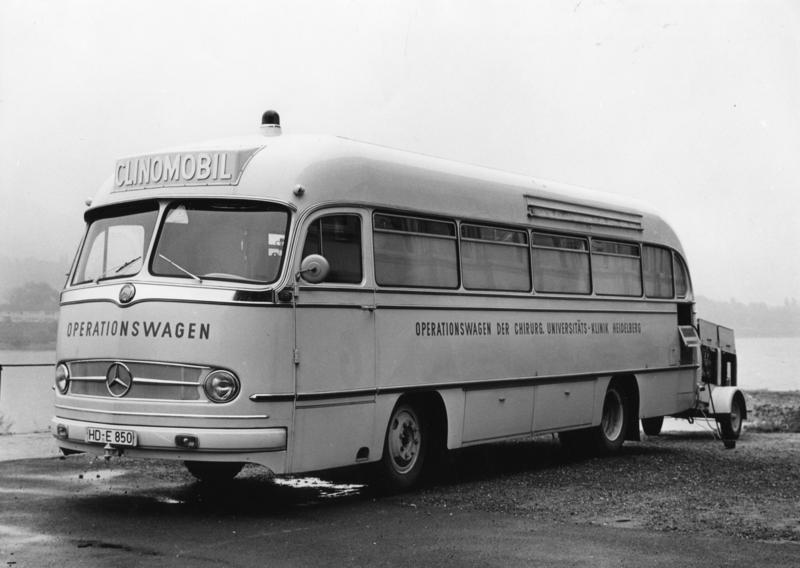
Mercedes Benz O 321 H de 1957.

El O 321 era ensamblado sobre el piso que llevaba, que representaba una estructura autoportante. La carrocería rígida era soldada firmemente sobre el sistema de gran resistencia, que lo caracterizaba y además mantenía una buena estabilidad. Con gran distancia entre ejes, poseía resortes helicoidales en el eje delantero, reemplazando a los largos elásticos que mejoraban el confort. Su sistema de ensamblado le permitió a los carroceros diseñar un chasis, que a su vez funciona como piso, favoreciendo a varios empleados de otros lugares con la creación de diseños propios. Entre otras versiones se hallaban el Standart y el especial con techo solar. Con un diseño redondeado, luces redondas y parrilla oval, ésta fue mínimamente modificada y trasladada a otros camiones de los 50` y 60`. La Chancha, como era apodado fue diversificado como un autobús de línea hasta uno de turismo: el bus de línea contenía grandes puertas plegables hacia adentro ubicadas delante del eje trasero, un interior funcional y una caja porta rollos de destino; pero el de «turismo» traía techo vidriado, puerta deslizante por detrás del eje trasero, portaequipajes y con una variedad de tapizados multicolores.
La confección del Mercedes-Benz O 321 H había comenzado con un solo modelo de 9,23 m y una distancia entre ejes de 4,18 m. En 1957 Daimler-Benz lanzó al mercado una versión más larga denominada O 321 HL, extendiendo la longitud y la distancia poco menos de un metro y medio. El H solo podía transportar cómodamente a 37 pasajeros, mientras que el HL con 10,6 m de largo y dos filas extras de asientos, llevaba sin dificultades a 45 personas. En ambos, el motor era un Diesel con pre-cámara de combustión montado longitudinalmente en la parte trasera. La serie OM 321 tenía seis cilindros en línea con una cilindrada de 5,1 L sumado a 110 caballos de fuerza. Desde 1962, la compañía ofreció el motor OM 322, con seis cilindros y 5,7 L de cilindrada, brindando 126 caballos de fuerza y transmitiendo la potencia mediante una caja de cinco velocidades totalmente sincronizadas.

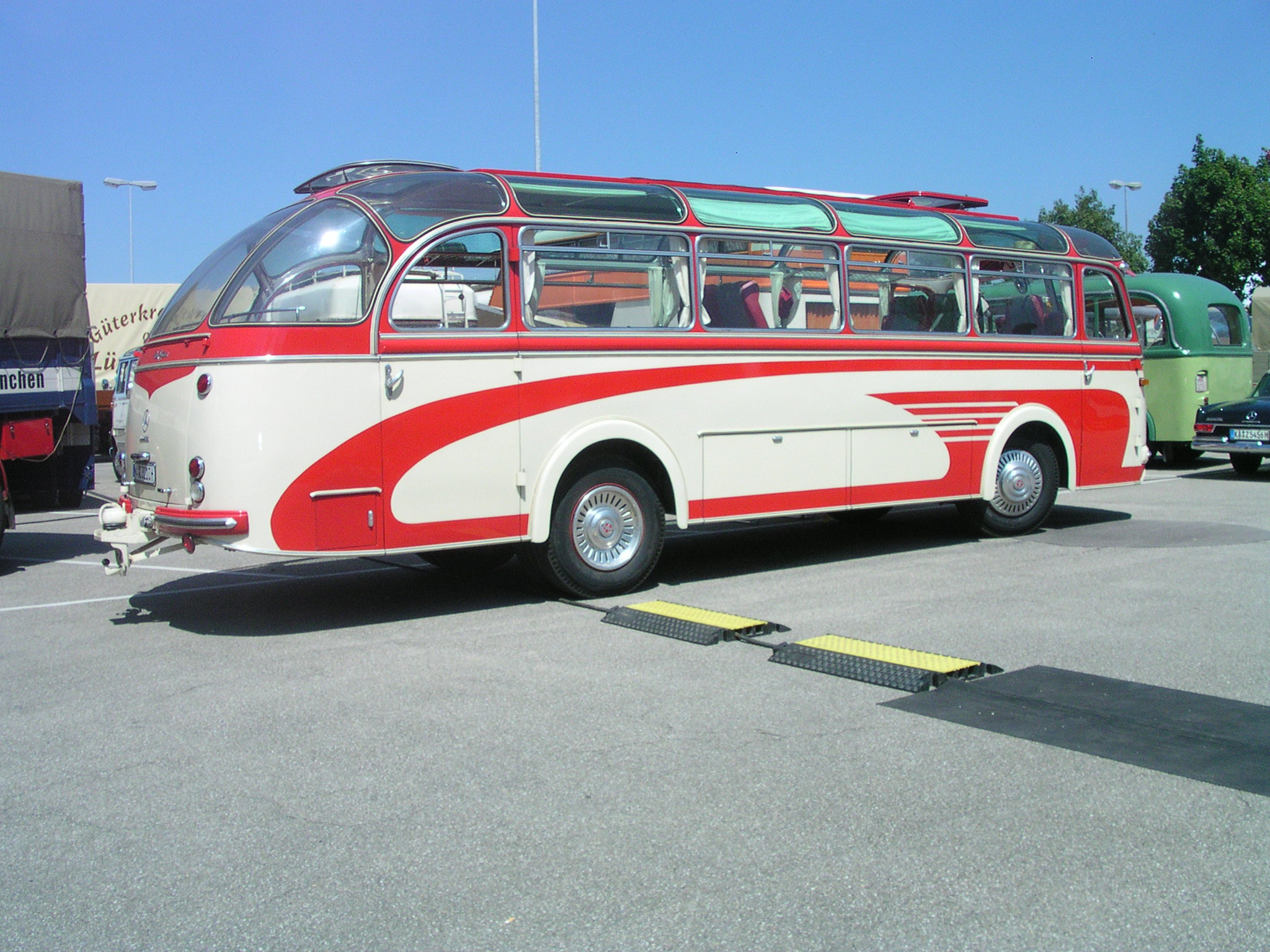
Vista trasera de un Mercedes Benz O 321 tipo pullman con ventanas panorámicas.

Tiempo después, se lo modificó agregándole adornos cromados, como el marco de la parrilla, la moldura inferior del parabrisas (que establecía una línea de cintura), etc. A su vez, en los primeros años, se extendió el parabrisas hacia abajo, siendo originalmente plano. 
La versión de lujo del autobús contenía en los asientos: manijas y orificios hechos para guardar objetos. En 1961, la ventana se agrandó hacia arriba, dándole una mejor visibilidad a los pasajeros y para 1963 se le incluiría una nueva luneta trasera más grande y en una sola pieza. Entre otros cambios, se hizo el techo más alto, pero el O 321 H estaba siendo reemplazado en el mercado por otros buses muy especializados, quitando del mercado a su derivados: el O 317 y el O 322.
A lo largo de su época de fabricación, el Mercedes Benz O 321 H fue requerido en varios países. La planta ubicada en Mannheim entregó 18.000 unidades, de los cuales una gran mayoría fueron completos y los demás, chasis para instaurarles carrocerías o incluso, para exportar hacia África y Asia. En 1965, el establecimiento envió cuatro kits a Argentina y 116 para Grecia. Pero, entre 1957 y 1970 más de 11.000 kits fueron exportados hacia Brasil, donde tuvieron mucho éxito con sede de montaje en Campinhas, ubicada en San Pablo. En total, se produjeron 29.586 unidades entre 321 H y HL.
En las últimas décadas, se apreciaron varios 321 modificados a casas rodantes e incluso como depósitos.